# Виртуальный офис
Виртуальный офис (от англ. virtual office) — термин для обозначения офисных услуг коллективного пользования, которые зачастую включают в себя служебный адрес организации для получения корреспонденции, услуги пересылки почты, виртуальный телефонный номер, приём факсимильных сообщений, также дополнительно предоставляются услуги по обслуживанию входящих звонков, услуги секретаря, веб-хостинг и аренда переговорных комнат и конференц-залов для деловых встреч. «Виртуальный офис» также является общим термином для описания среды, которая позволяет команде сотрудников эффективно вести бизнес, используя исключительно коммуникационные возможности Интернета.

## Происхождение
Спорным является факт, что компания Servcorp первым ввела отрасли и термины «виртуальный офис» и «обслуживаемый офис» в 1978 году, тем не менее, Крис Керн (англ. Chris Kern) утверждает, что создал неологизм «виртуальный офис» для статьи в журнале, опубликованном в 1983 году.

## Понятие
Термин не является устоявшимся. Так, некоторые поставщики услуг «виртуального офиса» предоставляют дополнительные корпоративные или аутсорсинговые услуги, например, услуги корпоративного секретаря, бухгалтера или юриста. Компании, занимающиеся учреждением фирм за границей, также предлагают сопутствующие услуги по регистрации и обслуживанию почтового адреса, телефона и факса.
Другие поставщики предлагают преимущественно ИТ-инфраструктуру для организации удалённой работы распределённых офисных команд. В этом случае «виртуальный офис» может включать: защищённый канал доступа сотрудников к системам фирмы, хостинг этих систем, сами ИТ-системы (документооборот, портал, CRM, ERP) и другие.
Компании приобретают «виртуальный офис», чтобы получить эффективный и недорогой инструмент для общения с клиентами в городе их проживания, создав имидж местной компании, либо чтобы улучшить свой имидж благодаря престижному адресу в деловых районах таких городов как Нью-Йорк, Лондон или Гонконг. Например, фирма может купить «виртуальный номер» с кодом 212 и почтовый адрес в Нью-Йорке с целью создать впечатление, что компания находится в Нью-Йорке, в то время как в действительности может находиться в другом городе или даже в другой стране.
Также в услугу «виртуальный офис» входит сервис, называемый «виртуальный номер». Это телефонный номер выбранной страны и города. Звонки, поступающие на этот номер, могут приходить на мобильный или стационарный телефон, SIP-устройство или скайп. Физически находясь в одной стране, можно пользоваться номером другой страны.
Существует услуга IP-АТС, позволяющая расширить возможности «виртуального телефонного офиса». Это тот же виртуальный номер, но с дополнительными возможностями. IP-АТС, позволяет подключить IVR-конструктор и голосовую почту, задавать сложную переадресацию, отслеживать историю звонков, записывать разговоры. Кроме того, владелец IP-АТС может создать чёрный список номеров, а также перехватывать звонки.
Ещё одна составляющая виртуального офиса, которую предоставляют многие телекоммуникационные компании — услуга виртуальный факс.
Для удобства, компаниям могут предложить также «пакетные» предложения по виртуальному офису, в которого зачастую входят такие параметры как: фактический и юридический адрес по городу, выделенный телефонный номер, переадресация звонков, приём и обработка корреспонденции, секретарское обслуживание и другие, что гораздо удобнее, если нет времени подбирать возможности по отдельности.

## Плюсы
- Экономия времени и денег на открытии офиса.
- Престижный адрес в дорогом районе в целях улучшения корпоративного имиджа.
- Возможность создать эффект присутствия в другой стране или городе.
- Возможность перевода офисного персонала на удалённую работу.
- Юридический адрес для регистрации юридического лица организации, чтобы соблюсти правительственные постановления;
- Техническая поддержка и бизнес-услуги, например, ксерокопирование, печать, факс.
- Кто ищет ответственное лицо за сбор и классификацию почты и посылок.[5]
- Экономия на офисе для ведущих бизнес в интернете, например интернет-магазинов.

## Недостатки
Хотя виртуальный офис выгоден в эксплуатации, но имеет свои недостатки:
- Множество компаний используют один и тот же адрес;
- Недостаток государственного регулирования и как следствие ненадёжные провайдеры. Исключением является Англия — Британский парламент в соответствии с торговыми стандартами Великобритании принял «Схему честной торговли почтовыми адресами».[6]
- Благодаря лёгкому процессу регистрации среди пользователей множество мошенников; тем не менее, Формуляр почтовой службы 1583[7], регулирующий работу почтовых служб, содействует в борьбе с мошенничеством. Согласно вышеуказанному постановлению коммерческие почтовые службы считают противозаконным получать почту анонимно либо под вымышленным именем.[8][9]